# Deutsch-Hannoversche Partei
Deutsch-Hannoversche Partei (DHP) var et konservativt-føderalistisk parti i Preussen og Tyskland.
Det blev grundlagt i 1869 som protest mod den preussiske anektion af kongeriget Hannover. Dets mål var en genopbygning af det welfiske dynasti i Hannover, og det blev derfor også kaldet Welfenpartei (Welferpartiet).
Efter 1918 gik partiet ind for at Hannover skulle være selvstændigt fra Preussen og få status som en egen tysk forbundsstat. I 1933 opløste partiet sig selv, for at komme et forbud i forkøbet.
Partiet blev grundlagt igen som Niedersächsische Landespartei i 1945, og omdøbt Deutsche Partei i 1947.
I 1953 grundlagde en dissidentfraktion i Deutsche Partei et nyt parti under det gamle navn, Deutsch-Hannoversche Partei. Det blev ingen større succes, og dette parti gik igen ind i Deutsche Partei i 1962.